# Piedad Moscoso
María Piedad Moscoso Serrano (Sígsig, 1932 - Cuenca, 13 de noviembre de 2010) fue una educadora, médica y activista feminista ecuatoriana. Es recordada como pionera de la lucha por los derechos de las mujeres en la provincia de Azuay.

## Biografía
Nació en el Cantón Sígsig, de la provincia de Azuay. Pasó su infancia y etapa escolar en la escuela María Mazzarello, centro regentado por monjas salesianas. Posteriormente realizó su formación secundaria en el Colegio Rosa de Jesús Cordero, donde las tradicionales Catalinas -monjas dominicnas- tenían una línea de trabajo educativo a favor de una visión crítica abierta y sensible a las necesidades de los pobres.
Realizó sus estudios superiores en la Facultad de Medicina de la Universidad de Cuenca, donde se graduó en 1956 como la primera mujer azuaya en obtener el título de doctora en dicha universidad. Durante la época universitaria Moscoso se unió a los movimientos de protesta de estudiantes relativas reformas curriculares y la idea de una universidad vital ligada a las necesidades del pueblo y las sensibilidades humanas. Ya entonces fue una figura notable que recibió la condecoración del presidente de la FEUE y excontrolador de la nación Alfredo Corral Borrero, en reconocimiento a sus méritos de lucha. Además, las mujeres universitarias agrupadas en la Asociación Femenina Universitaria (AFU) también le reconcieron su valía por la sensibilidad humana y su compromiso radical.
En sus años de juventud estuvo relacionada con personalidades de izquierda de la época, alojando en su casa al Che Guevara durante su paso por Ecuador hacia México, y volviéndose cercana a Nela Martínez, Manuel Agustín Aguirre, entre otros. Piedad Moscoso se sentía orgullosa de ser anarquista y siempre defendió la libertad de organización y la libertad de pensamiento.
En la década de los cincuneta, trabajó como profesora en varios colegios del Azuay, entre ellos el Manuela Garaicoa, el Manuel J. Calle y el Campesino Javeriano. Según relató la socióloga Cecilia Méndez Mora, "Piedad Moscoso Serrano convirtió el campo educativo y asumió para su vida la práctica creadora de abrir conciencia crítica en todos y todas las que tuvieron oportunidad de ser sus alumnos y alumnas. La Dra. Piedad transmitía en el aula la fuerza comunicativa de sus convencimientos, asentados en fuertes valores humanitarios".y continúa con "Piedad rompió las viejas formas, tradicionales y arcaicas, cargadas de normas a cumplir, de la educación, y en un campo tan difícil como la biología, conocimientos que ella impartía, le imprimió la innovación necesaria como para captar el interés y la curiosidad que se levantaba como elemento mágico entre las estudiantes de la época, para cuestionar una educación anclada en el pasado".
A lo largo de su vida fue defensora de los derechos humanos y estuvo involucrada en varias causas sociales. Fue una activista en la luchas por los derechos en el trabajo, contra las dictaduras militares y contra la represión social del gobierno de León Febres-Cordero Ribadeneyra y sobre todo en la defensa de los derechos de las mujeres.
En 1975 fundó el movimiento Ocho de marzo, considerado como la primera organización feminista de Azuay, en la lucha por los derechos de las mujeres. Dos años después, en 1977, fundó el Frente Amplio de Mujeres, una organización política nacional que aglutinó a mujeres progresistas de izquierda. También impulsó como socia fundadora la formación de la Red de Mujeres del Azuay y el Cabildo por las Mujeres.
Falleció el 13 de noviembre de 2010. Años después sus restos fueron trasladados al parque de personajes ilustres del Cementerio Patrimonial de Cuenca. Su lápida lleva inscrita la frase "Símbolo de compromiso y lucha por la equidad y la justicia social" y reposa junto a la de la política socialista Guadalupe Larriva.

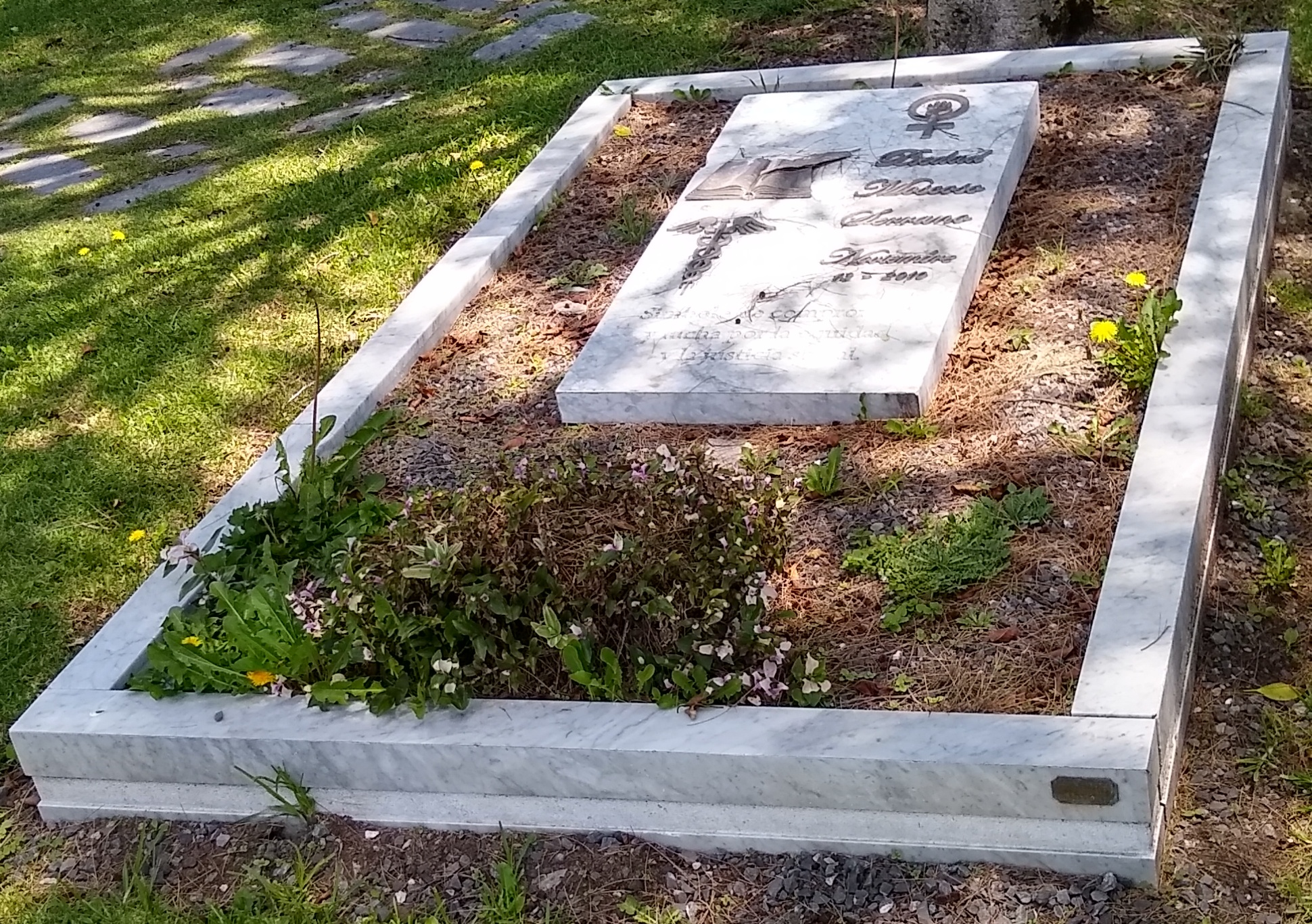
Tumba en el Cementerio Patrimonial de Cuenca

## Premios  y reconocimientos
Fue reconocida en vida, en 2005, con el premio Mary Corylé, por su pensamiento y valiente aporte a las reivindicaciones femeninas de Cuenca.
En octubre de 2014 fue declarada póstumamente Mujer Ilustre por el Concejo Cantonal de Cuenca por su lucha por los derechos de las mujeres.
En 2016 recibió de forma póstuma por parte de la Asamblea Nacional de Ecuador el Premio Matilde Hidalgo que lleva el nombre de otra ecuatoriana ilustre, poeta, médica, sufragista y defensora de los derechos de las mujeres.